# الدوري المغربي لكرة القدم 1985–86
الدوري المغربي لكرة القدم 1985–1986 هو الموسم 30 من البطولة الوطنية المغربية لكرة القدم، والتي تُعد أعلى مسابقة دوري للأندية في المغرب. توج نادي الوداد البيضاوي بلقب البطولة بعد أن تصدر الترتيب النهائي برصيد 93 نقطة..

## الترتيب النهائي
- الوداد البيضاوي – 93 نقطة

(تُستكمل لاحقًا بقائمة باقي الفرق والمراكز)